# Francisco Calvo Burillo
Francisco Calvo Burillo, O.P., foi um religioso católico espanhol.

## Vida e obras
Entrou aos 15 anos no convento dominicano de San José de Padrón (A Coruña). Depois de ter estudado filosofia naquele convento e no de Corias (Asturias), foi ordenado sacerdote em Salamanca, em 1905. Prosseguiu os seus estudos de filosofia, licenciando-se uns anos mais tarde em Barcelona. Foi colocado como professor num colégio de Oviedo onde permaneceu até 1912, altura em que se ofereceu para a restauração da Província de Aragão, da Ordem dos Pregadores a que pertencia.
No início da Guerra Civil Espanhola, refugiou-se na casa materna, mas foi identificado, detido durante 12 horas e fuzilado no dia 21 de agosto de 1936.